# Ragna Kellgren
Ragna Emilia Kellgren, född 29 juni 1913 i Landskrona, död 6 december 1993 i Bromma, var en svensk poet och romanförfattare.

## Biografi
Kellgren föddes 1913 i Landskrona som dotter till en präst. Hon tog en filosofisk ämbetsexamen 1944 och blev därefter en del av kretsen kring Kvinnliga medborgarskolan vid Fogelstad.
Hon debuterade som poet 1960 med diktsamlingen I gobelängen. Hennes poesi under 1960-talet präglades av optimism, språklig enkelhet och idérikedom. I debutdiktsamlingen skildras lärdomar från Fogelstad, och rektor Honorine Hermelin skildras lätt maskerad. Amelie Björck lyfter fram Kellgren som en av flera kvinnliga poeter som debuterar under 1960-talets början, tillsammans med Barbro Dahlin, Ruth Halldén, Kerstin Thorék och Filippa Rolf.
Under 1970-talet gav hon ut två romaner, Elisabet och Clara. Pensionärer på resa under det brutalaste av århundraden 1977 och Elisabet och Clara i Vedby 1978. Hon lät också ge ut artiklar ur Tidevarvet i tryckt form 1971.
Den 12 november 2007 blev Kellgren uppläst i Dagens dikt. Ragna Kellgren är gravsatt i minneslunden på Bromma kyrkogård.